# Казімерек
Казімерек (пол. Kazimierek) — село в Польщі, у гміні Бедльно Кутновського повіту Лодзинського воєводства.
Населення — 56 осіб (2011).
У 1975-1998 роках село належало до Плоцького воєводства.

## Демографія
Демографічна структура станом на 31 березня 2011 року:
|          | Загалом | Допрацездатний вік | Працездатний вік | Постпрацездатний вік |
| -------- | ------- | ------------------ | ---------------- | -------------------- |
| Чоловіки | 31      | 3                  | 21               | 7                    |
| Жінки    | 25      | 3                  | 13               | 9                    |
| Разом    | 56      | 6                  | 34               | 16                   |